# 广德楼
广德楼，是位于北京市西城区前门外大栅栏街39号的一座剧院。

## 简介
“广德楼戏园”位于大栅栏街西口，是北京现存历史最悠久的戏院之一。“广德楼”约兴建于1796年（清朝嘉庆元年），几乎和法国巴黎歌剧院、意大利斯卡拉歌剧院、俄罗斯莫斯科大剧院同时期建成。
广德楼在清末为正钦差大臣、正一品绥远将军贻谷拥有。贻谷乃喜连城创始人牛子厚妻乌雅氏之侄。贻谷案发后，其子钟崙（钟志谨）经吉林将军希元之子世哲生（亦世枢，北京著名票友）转予俞菊笙、果湘林等。清朝蕊珠旧史撰写的《京尘杂录》卷四《梦华琐簿》中，甚至把“广德楼”排在了建于明朝的戏园“广和楼”之前。京剧界前辈和名伶如程长庚、余紫云、汪桂芬、余三胜、梅巧玲等以及后来的“喜连城”、“双庆社”、“斌庆社”等科班曾先后在此长期演出。当时，广德楼的楼上楼下共1000多个观众席，是有名的大剧场，能上演带有灯光布景的连台本戏《八仙得道》、《开天辟地》。
中华人民共和国成立后，由于广德楼毁于火灾，北京市人民政府准备重修。当时，曲艺演员魏喜奎、曹宝禄等人，发展了拆唱八角鼓的形式，将单弦牌子曲作为基调，创造了“北京曲剧”。老舍特为该新剧种编写了颂扬新婚姻法的《柳树井》，上演后受各方面重视。中央人民政府政务院总理周恩来及北京市市长彭真都同意老舍的说法： “这是用北京土生土长的曲艺来演的戏，填补了北京地方戏的空白。”彭真认为应给北京曲剧固定的演出场所。但因曲剧刚出现，观众还不多，不适宜在大型剧场演出，便决定在广德楼的旧址上兴建一座仅可容400名观众的小型戏院，定名“前门小剧场”。
北京曲剧创演人员魏喜奎等人非常高兴，纷纷来到工地当泥瓦小工。1954年，“前门小剧场”建成。1957年4月，国务院总理周恩来访问非洲10国刚回到北京，得知魏喜奎等人排演的《杨乃武与小白菜》正在前门小剧场公演，便自己买票前往观看，看完后还来后台和演员们座谈。周恩来说：“我非常喜欢这出戏，倒并不因为它是我从小就爱看的家乡戏，而是因为它平反冤狱，可没有歌颂一个清官，借助的是两宫斗争，揭露了封建官府的黑暗，不落俗套！”周恩来同时指出了剧中官员穿戴的问题，例如帽子上的翎子不应直接插上，要有个翎筒子才显挺拔，不会趴在脑后；穿纱补服时，要穿衬袍，不能露出两条腿，他还就剧中的礼节等方面提出改进意见。周恩来建议，该戏改好后应该拍成电影。自此，魏喜奎、北京曲剧、前门小剧场名声远扬。后来，《杨乃武与小白菜》及接续排演的《啼笑因缘》越来越受到热烈欢迎，仅可容纳400名观众的前门小剧场无法满足要求，北京市市长彭真便将可以容纳千人的西单剧场拨给北京曲剧团使用，前门小剧场便改为曲艺演出的专门场地。文化大革命中，该剧场一度更名为“卫东剧场”。1978年扩建，增设了空调及休息厅，有21排共500个座位。文化大革命后，该剧场改称“北京曲艺厅”，老舍夫人胡絜青题写了“北京曲艺厅”匾额。
该剧场改为专演曲艺的剧场后，曲艺家侯宝林、郭启儒、高德明、王长友、孙宝才、王世臣、高凤山、罗荣寿、刘司昌、梁厚民、赵振铎、赵世忠、王谦祥、李增瑞、关学曾、马玉萍等都曾在此演出。
2000年，北京市实施旧城改造时，北京市人民政府拨款重修广德楼。2000年8月25日上午举行了奠基仪式。重修后该剧场复名“广德楼”，匾额由启功题写。
2005年9月28日，北京广德楼娱乐产业有限责任公司获核准成立，该公司是由北京歌华文化中心有限公司与北京歌舞剧院有限责任公司共同出资组建。重张开业的“广德楼”是一座古色古香的现代化艺术场馆，拥有200余个活动软椅，楼上楼下共10个豪华包厢，可供相声、小品、快板、鼓书、杂技、坠子、戏曲、舞蹈、演奏会、演唱会等形式的演出使用，还可提供公司培训、歌舞演出、影视录像场地租赁等服务。“广德楼戏园”内附设“曲艺博物馆”，收集并制作了马三立、骆玉笙等几十位曲艺家的掌纹手印，还展出历代曲艺家的照片、小传、手迹、音像资料、老唱本等等实物。
中华人民共和国时期，广德楼一直属于国有资产。1994年8月13日，其所有权由北京市宣武区房地产管理局（后更名为北京市宣武区房屋土地管理局）取得。2000年，广德楼经营管理权被授权给北京宣房投资管理公司。但北京宣房投资管理公司怠于行使相应权能，造成广德楼一直由北京歌舞剧院有限责任公司使用的状况，北京歌舞剧院有限责任公司将广德楼出租给德云社。2011年5月1日起，北京德云社青年相声队在广德楼戏园常年演出。2011年，北京宣房投资管理公司在北京市西城区人民法院起诉北京歌舞剧院有限责任公司、北京德云社文化传播有限公司、北京广德楼娱乐产业有限公司。2012年4月23日，法院判决北京歌舞剧院有限责任公司等三被告将位于大栅栏39号的71间房屋（即广德楼所在地）腾空，交还北京宣房投资管理公司自用。2015年5月28日，鉴于三被告仍未搬离广德楼，法院乃要求强制执行。2016年7月13日，三被告被载入全国失信被执行人信息库。